# Richard Harnett
Richard „Buzz“ Harnett (* 1956 in San Francisco) ist ein ehemaliger US-amerikanisch-deutscher Basketballspieler. Der 2,04 Meter große Flügel- und Innenspieler spielte für Hagen, Bayreuth und Leverkusen in der Basketball-Bundesliga.

## Laufbahn
Harnett, der als Sohn einer Familie mit sieben Kindern aufwuchs, spielte an der Serra High School im US-Bundesstaat Kalifornien und von 1974 bis 1978 an der University of San Diego in der NCAA. Seine in dieser Zeit erzielten 1090 Punkte bedeuteten den sechsten Platz in der ewigen Korbjägerliste der Uni-Mannschaft mit dem Spitznamen „Toreros“, als er sie 1978 verließ. Zudem bilanzierte er einen Gesamtwert von 723 Rebounds. Das war zum damaligen Zeitpunkt die drittbeste jemals erzielte Zahl in der Geschichte der Mannschaft.
Nach dem Ende seiner College-Laufbahn sicherten sich die Golden State Warriors beim NBA-Draft 1978 die Rechte an Harnett. Er wurde an 122. Stelle des Verfahrens ausgewählt. Im selben Jahr ging er nach Deutschland und spielte in der Saison 1978/79 für den SSV Hagen in der Basketball-Bundesliga. 1979 wechselte er zum Bundesliga-Konkurrenten USC Bayreuth (1984 in BG Steiner-Optik Bayreuth, 1985 in Steiner Bayreuth umbenannt). In seinem ersten Bayreuther Jahr erzielte er im Schnitt 21 Punkte je Pflichtspiel (Bundesliga, DBB-Pokal, Korać-Cup), war damit nach Georg Kämpf zweitbester Korbschütze der Oberfranken.
Harnett, der neben dem Basketball für ein Reinigungsunternehmen arbeitete und dessen äußerliches Markenzeichen ein Schnauzbart war, wurde 1981 von einer Lokalzeitung zu Bayreuths Sportler des Jahres gewählt und war damit der erste Basketballspieler, dem diese Auszeichnung verliehen wurde. Er blieb zunächst bis 1983 in Bayreuth und wechselte dann innerhalb der Bundesliga zu Bayer Leverkusen. Die Rheinländer führte er im Spieljahr 1984/85 als Mannschaftskapitän zum Gewinn der deutschen Meisterschaft. Harnett wurde von den Rheinländer in insgesamt 57 Bundesliga-Spielen zum Einsatz gebracht und kam zwischen 1983 und 1985 auf einen Schnitt von 18,7 Punkten je Begegnung.
1985 kehrte er nach Bayreuth zurück und hatte mittlerweile die deutsche Staatsbürgerschaft angenommen. Er gewann mit Bayreuth 1989 den deutschen Meistertitel sowie 1988 und 1989 den DBB-Pokal, war zwar nicht der Kapitän der Bayreuther, galt aber als Kopf und Anführer der Mannschaft. Am Ende der Saison 1988/89 erklärte er wegen Hüftproblemen seinen Rücktritt vom Basketballsport, beging während der folgenden Spielzeit allerdings seine Rückkehr und verstärkte die Bayreuther Mannschaft zeitweilig, da diese aufgrund von verletzten Spielern ausgedünnt war.
„Kalifornischer Sonnyboy, großer Kämpfer, widerlegte das Motto ‚White men can't jump': Seine Rückwärtsdunks waren Legende, bildete mit Bo Dukes, Calvin Oldham, Mike Koch und Tony Reuß das Gerüst der Double-Mannschaft. Nie abgehoben, völlig ohne Starallüren. Ein toller Mensch“, wurde Harnett im April 2017 rückblickend von seinem früheren Mannschaftskollegen und späteren Berichterstatter des Bayerischen Fernsehens, Gottfried Oliwa, charakterisiert. Harnett erzielte in der Bundesliga insgesamt 4996 Punkte. Ihm zu Ehren wurde Mitte August 1992 ein Abschiedsspiel in Bayreuth veranstaltet.
Nach dem Ende seiner Spielerkarriere kehrte Harnett in die Vereinigten Staaten zurück und wurde beruflich für Medizintechnik-Unternehmen tätig.